# ماکس کاسارا
ماکس کاسارا (انگلیسی: Maxime Cassara؛ زادهٔ ۲۱ اوت ۱۹۹۱) بازیکن فوتبال اهل فرانسه است.